# Aaron Wildavsky
Aaron Wildavsky (31 mei 1930 - 4 september 1993) was een Amerikaans beleidsonderzoeker die bekendstaat om zijn theorieën op het gebied van cultuur, budgetteringstheorie en risicoanalyse. De budgetteringstheorie is in overeenstemming met het gedachtegoed van zijn leermeester Charles Lindblom.
In Searching for Safety (1988) zette Wildavsky uiteen dat trial-and-error beter werkt dan het voorzorgsprincipe om met risico's om te gaan. Hij merkte op dat technisch geavanceerde maatschappijen de veiligste zijn, afgemeten aan levensverwachting en kwaliteit van leven. Voorzorgsmaatregelen bij de goedkeuring van nieuwe technieken zijn volgens hem irrationeel omdat we niet kunnen weten of de techniek veilig is voordat de nodige tests zijn uitgevoerd. Het is volgens hem beter als de maatschappij leert omgaan met onverwachte gebeurtenissen dan te proberen alle rampen te voorkomen. Een combinatie van anticiperen en vindingrijkheid is de beste strategie om risico's te beheersen. Wildavsky beweerde dat de toevoeging van apparaten ter beveiliging van kernreactoren op den duur de veiligheid juist zou schaden.

## Publicaties
Onder meer
- Dixon-Yates: A Study in Power Politics. 1962. Yale University Press.
- Politics of the Budgetary Process. 1964. Little, Brown.
- Presidential Elections: Strategies of American Electoral Politics. 1964. Scribner (met Nelson Polsby).
- The Two Presidencies. 1966. Society (journal)
- Implementation: How Great Expectations in Washington are Dashed in Oakland; or, Why it’s Amazing that Federal Programs Work at All. 1973. University of California Press (met Jeffrey L. Pressman).
- Planning and Budgeting in Poor Countries. 1974. Wiley (met Naomi Caiden).
- The Private Government of Public Money: Community and Policy Inside British Politics. 1974. Macmillan (met Hugh Heclo).
- Budgeting: A Comparative Theory of Budgetary Processes. 1975. Little, Brown.
- Speaking Truth to Power: The Art and Craft of Policy Analysis. 1979. Little, Brown.
- Risk and Culture: An Essay on the Selection of Technical and Environmental Dangers. 1982. University of California Press (met Mary Douglas als eerste auteur).
- The Nursing Father: Moses as a Political Leader. 1984. University of Alabama Press.
- A History of Taxation and Expenditure in the Western World. 1986. Simon and Schuster (met Carolyn Webber).
- "Choosing Preferences by Constructing Institutions: A Cultural Theory of Preference Formation." American Political Science Review 81(1): 3-22.
- Searching for Safety. 1988. Transaction Books.
- The Deficit and the Public Interest: The Search for Responsible Budgeting in the 1980s. 1989. University of California Press (met Joseph White).
- Public Administration: The State of the Discipline. 1990. Chatham House Publishers (ed., met Naomi Lynn).
- Cultural Theory. 1990. Westview Press (met Michael Thompson and Richard Ellis).
- The Rise of Radical Egalitarianism. 1991. The American University Press.
- But Is It True?: A Citizen’s Guide to Environmental Health and Safety Issues. 1995. Harvard University Press (postuum).

- Bibsys: 90082198
- Biblioteca Nacional de España: XX1159901
- Bibliothèque nationale de France: cb11929188z (data)
- Catàleg d'autoritats de noms i títols de Catalunya: 981058520878706706
- CiNii: DA00730648
- Gemeinsame Normdatei: 120572702
- International Standard Name Identifier: 0000 0001 2032 5716
- Library of Congress Control Number: n79045320
- Nationale Bibliotheek van Letland: 000248979
- National Archives and Records Administration: 10581703
- Nationale Bibliotheek van Tsjechië: jn20020726101
- Nationale Bibliotheek van Israël: 987007269694005171
- Nederlandse Thesaurus van Auteursnamen: 068296401
- LIBRIS: 233674
- SNAC: w6tw0sfk
- Système universitaire de documentation: 027196968
- Trove: 1216368
- Virtual International Authority File: 108499656
- WorldCat: E39PBJvRTQcYWXh8y8wBkJfDv3